# بينيلي (دراجات نارية)
بينيلي (بالإنجليزية: Benilli)‏ هي شركة إيطالية مصنعة للدراجات النارية. تأسست في 1911 وتعتبر واحدة من أقدم الشركات الإيطالية لتصنيع الدراجات النارية. يقع مقرها في بيزارو.

## البداية
تأسست شركة بينيلي في عام 1911، وهي شركة إيطالية لتصنيع الدراجات النارية. (لقد صنعت البنادق ذات مرة، وأصبح هذا الجزء من العمل أصبح الآن شركة منفصلة.
الشركة مملوكة بالكامل لمجموعة كيانغ جيانغ، وهي واحدة من 10 فروع لشركة كيانغ جيانغ. يتم حالياً تصميم بينيلي جزئياً في إيطاليا في مقر كيانغ جيانغ بينيلي، بينما تأتي بعض التصميمات من فروع كيانغ جيانغ الأخرى مثل كيواي. يتم تصنيع بينيلي حصرياً في الصين منذ عام 2005 في مصنع كيانغ جيانغ في وينلينغ، الصين.
تركز بينيلي بشكل أكبر على الدراجات النارية متوسطة الحجم بدلاً من الدراجات النارية الصغيرة والدراجات البخارية والدراجات البخارية الصغيرة الشائعة في آسيا، كما أنها تستهدف سوقاً أوروبية أكثر تميزاً، باستخدام اسم العلامة التجارية الإيطالية. يتأثر تصميمه بشدة بعلامات تجارية أكبر مثل دوكاتي. على سبيل المثال، تم العثور على تصميم «المنقار» الأيقوني لـدوكاتي ملتيسترادا في بينيلي تي آر كي 502، كما أن بينيلي 502c يشبه بقوة دوكاتي ديفل.

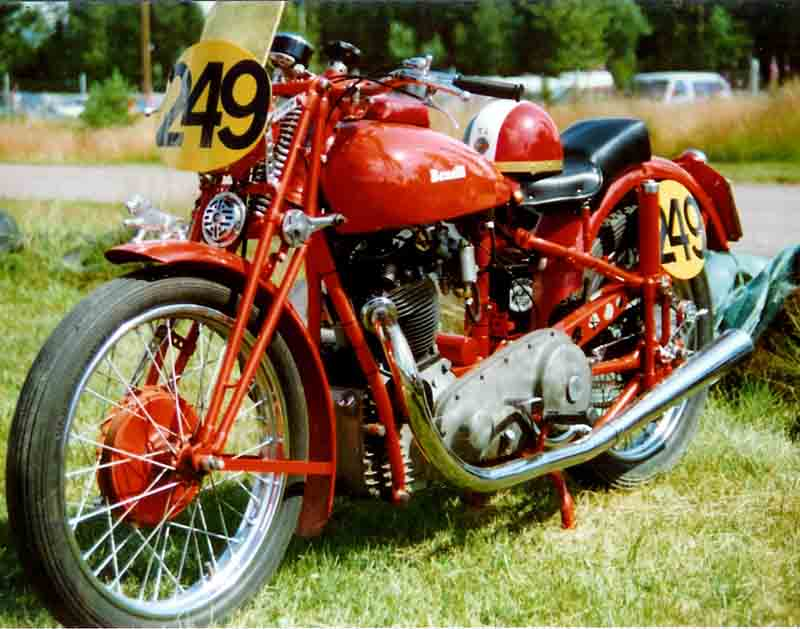
بينيلي سبور 500س.س (1935)

## التاريخ

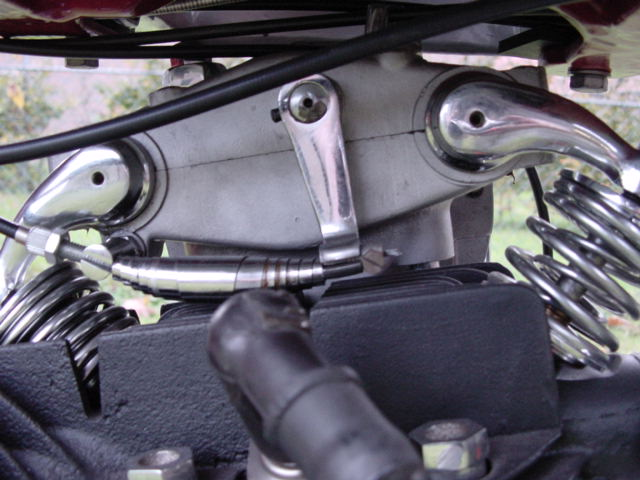
محرك بينيلي نوع 4 تي ان من عام (1935)

### السنوات المبكرة
تأسست بينيلي في بيزارو بإيطاليا عام 1911، مما يجعلها أقدم مصانع الدراجات النارية الإيطالية العاملة. (تم إنشاء موتو غوتسي - أقدم مصنع للدراجات النارية يعمل بدون توقف - في عام 1921، وتعد بيجو أقدم مصنع للدراجات النارية في العالم وما زال ينتج في عام 1898). بعد أن فقدت زوجها، استثمرت الأرملة تيريزا بينيلي كل  رأس مال العائلة في الشركة على أمل أن يوفر عملاً مستقراً لأبنائها الستة: جوزيبي وجيوفاني وفرانشيسكو وفيليبو ودومينيكو وأنطونيو («تونينو»). كما أرسلت جوزيبي وجوفاني لدراسة الهندسة في سويسرا. في البداية كان لدى الشركة 6 موظفين بالإضافة إلى 5 أشقاء يعملون (تونينو لم يعمل لأنه كان صغيراً جداً).
في البداية، كان كراج بينيلي هو الوحيد الذي يصلح الدراجات والدراجات النارية، ولكنه كان قادراً بالفعل على إنتاج جميع قطع الغيار اللازمة للإصلاح. خلال الحرب العالمية الأولى، عمل بينيلي بجد لإصلاح قطع غيار الآلات الإيطالية في الحرب وفي عام 1919 تم تقديم أول دراجة نارية للجمهور. في عام 1920، قامت الشركة ببناء أول محرك كامل داخلياً، وهو نموذج ذو أسطوانة واحدة ثنائي الأشواط 75 سم مكعب، تم تكييفه على الفور مع إطار دراجة. بعد مرور عام في عام 1921، قامت بينيلي ببناء أول دراجة نارية باستخدام محركها الخاص الذي أصبح في ذلك الوقت موديل 98 سم مكعب.
بعد ذلك بعامين، وباستخدام نسخة مصممة خصيصاً للمسابقات، انطلق تونينو «الرهيب» إلى المضمار. أظهر موهبة طبيعية غير عادية كراكب وشرع في مسيرة مهنية ناجحة للغاية والتي أكدت قدرة الشركة الاستثنائية على التطوير والإنتاج. ركوب بينيلي 175، فاز تونينو بينيلي بأربعة ألقاب للبطولات الإيطالية في خمس سنوات: في أعوام 1927 و1928 و1930 بإصدار عمود كامات علوي واحد، وفي عام 1931 بإصدار عمود كامات علوي مزدوج. لسوء الحظ، أدى حادث تحطم سيئ خلال سباق في عام 1932 إلى قطع مسيرته الرائعة وفي 27 سبتمبر 1937 توفي تونينو بعد حادث طريق «سخيف».
مع اقتراب الحرب العالمية الثانية، طرحت شركة بينيلي لأول مرة دراجة السباق ذات الأربع أسطوانات فائقة الشحن 250س.م. كان الهدف من ذلك التنافس في موسم 1940، بناءً على نجاح بيتيلي في سباق إيسي مان تي تي خفيفة الوزن لعام 1939. مع بداية الحرب، اقتصر بينيلي أربعة على المنافسة في عدد قليل من السباقات الإيطالية المحلية.

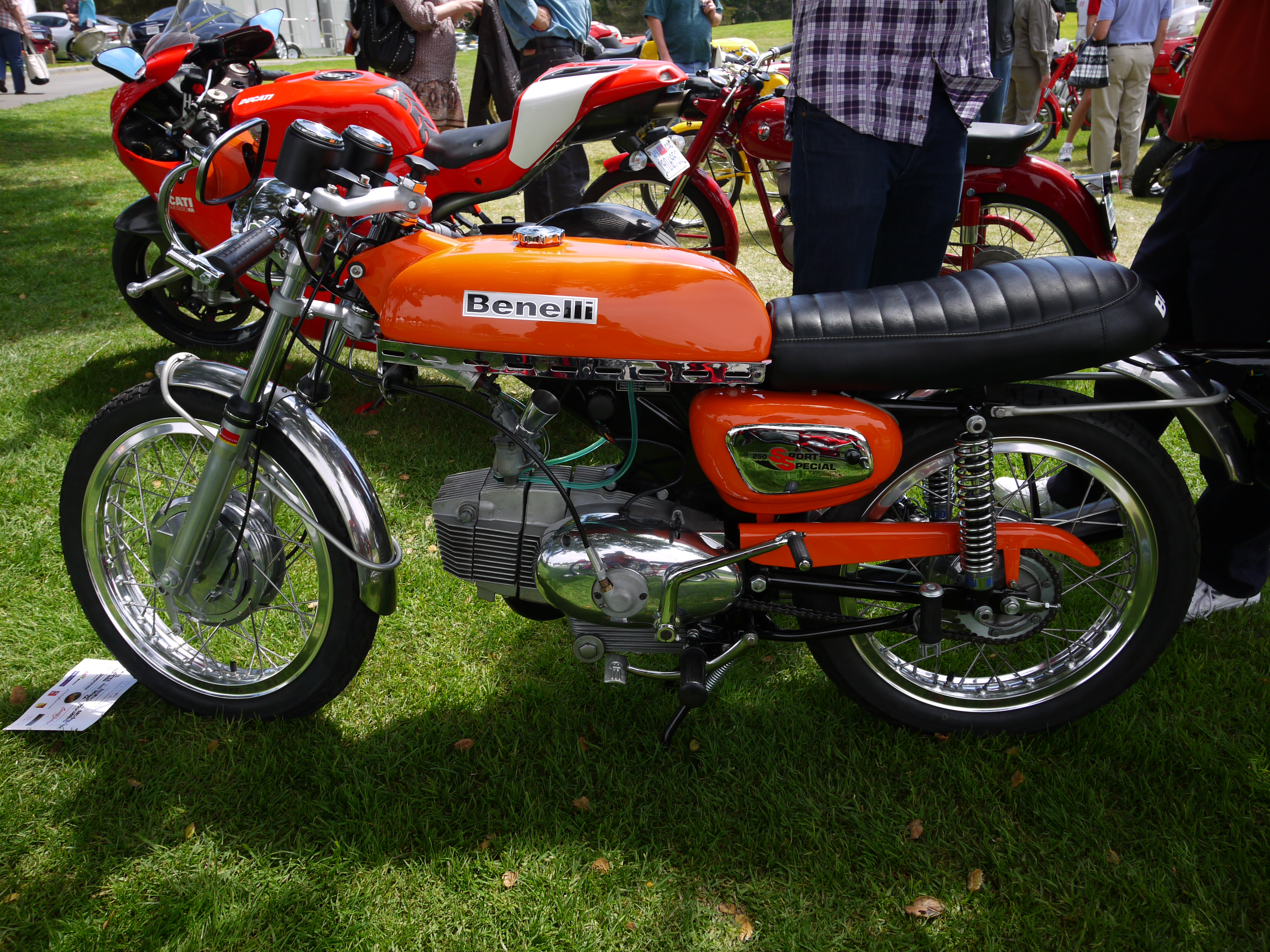
بينيلي 250 سبور ام كي 3 (1971)

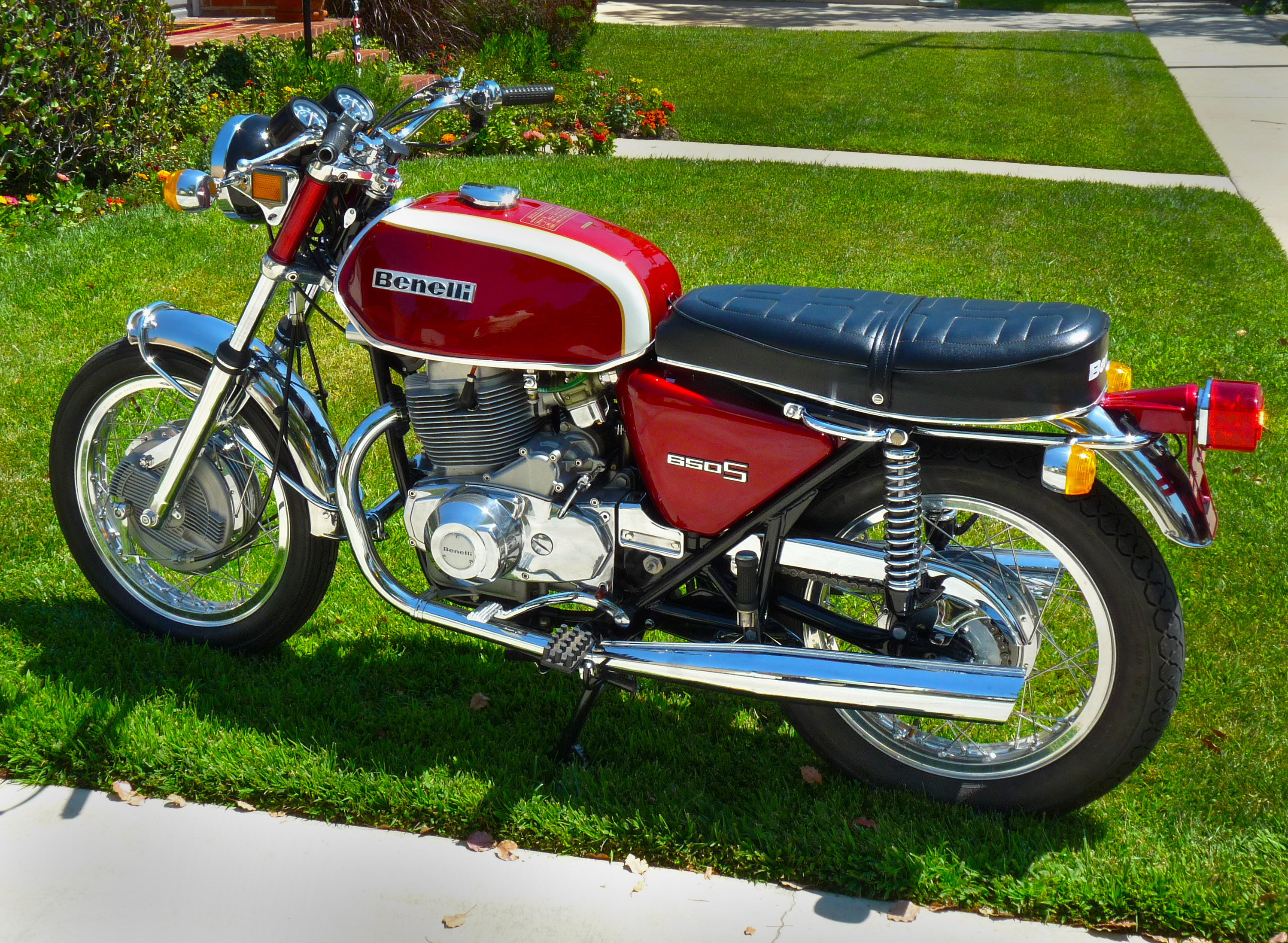
بينيلي تورنادو (1972)

### بعد الحرب العالمية الثانية
تسبب الدمار في زمن الحرب في بقاء بينيلي خارج الإنتاج حتى عام 1949. تم تكييف الدراجات النارية غير المباعة التي كان يستخدمها الجيش الإيطالي لتصبح دراجات نارية مدنية وتدر دخلاً لاستئناف العمليات. عندما استؤنف الإنتاج، كانت التصاميم لا تزال تعتمد إلى حد كبير على تلك التي كانت موجودة في فترة ما قبل الحرب. في عام 1949، ترك جوزيبي بينيلي قلق الأسرة لتأسيس علامة موتوبي.
بحلول عام 1951، كانت بينيلي تقدم مجموعة تتكون من 98 س.م و125 س.م أوزان خفيفة (ليونسينو أو شبل الأسد) و350 و500 س.م الفردي. كان ليونسينو متاحاً في كل من الأشكال ثنائية الأشواط ورباعية الأشواط. كانت الحاجة إلى النقل الرخيص في إيطاليا ما بعد الحرب تعني أن هذه النماذج خفيفة الوزن أصبحت ناجحة للغاية. تم تقديم نماذج مماثلة من قبل موتو غوتسي وديوكاتي ولافاردا، وأدت نفس الظروف الاقتصادية إلى زيادة شعبية الدراجات البخارية فيسبا ولامبرتا.
باع بينيلي أيضاً دراجات نارية لمتاجر التجزئة الأمريكية مونتغمري وارد، التي أعادت تسميتها باسم ريفرسايد وتسويقها من خلال الكتالوج الخاص بها. في عام 1962، عندما لم تكن موتوبي في ظروف مالية جيدة، استحوذت عليها بينيلي، وأنتجت الشركة المندمجة حوالي 300 دراجة نارية يومياً ولديها 550 موظفاً. استمرت تصاميم موتوبي في الإنتاج تحت اسم بينيلي.
في عام 1969، قدمت بينيلي، بينيلي تورنادو 650، وهو توأم رأسي مصمم بشكل أساسي للبيع في بريطانيا العظمى والولايات المتحدة. اكتسبت تورنادو سمعة طيبة من حيث الموثوقية والأداء العالي، على الرغم من وزنها الضخم إلى حد ما عند 480 رطلاً (220 كجم). ادعى بينيلي في وقت الإطلاق أن تورنادو كانت قادرة على 57 حصان عند 7400 دورة في الدقيقة لسرعة قصوى تبلغ 117 ميل في الساعة. تم إيقاف إنتاج تورنادو (فيما بعد تورنادو إس) بعد عام 1974، عندما قدم بينيلي سلسلة من «مولتسي» التي تهدف إلى التنافس مع اليابانية ثلاثية وأربعة.

### دي توماسو
قرب نهاية الستينيات، تسبب وصول المصنعين اليابانيين في أزمة في صناعة الدراجات النارية الأوروبية. كانت شركة بينيلي الأصلية منخرطة بشكل كبير في سوق الدراجات النارية الأمريكية، حيث قامت ببيع الدراجات النارية التي يقل وزنها عن 350 سي سي عبر مونتغمري وارد. أدى ظهور المنافسة من اليابان إلى فقدان منتجات بينيلي (التي لا تزال إلى حد كبير تصميم الدفع ذو الأسطوانة الواحدة) شعبيتها حيث كان يُنظر إليها على أنها من الطراز القديم مقارنةً بهوندا في العصر التي كانت تستخدم محركات الكاميرات العلوية مع مشغلات كهربائية، بنفس الطريقة تقريباً حيث تأثرت شركات تصنيع الدراجات النارية البريطانية مثل نورتون وب.س.أي وترويمب في قطاع السعة الأكبر.
في عام 1973، تم الاستحواذ على بينيلي من قبل الصناعي الأرجنتيني أليخاندرو دي توماسو جنباً إلى جنب مع منافسه غوتسي موتو مما أدى إلى تطوير موديلات جديدة تتميز بمحركات متعددة الأسطوانات، مثل "350 جي أي إس و"500 كواترو"، وسي التي تعمل بواسطة  محرك 747 سي سي (906 سي سي لاحقاً) بست أسطوانات في الخط، مما جعل الشركة تتقدم لفترة وجيزة على المنافسة اليابانية. على الرغم من كونها متقدمة تقنياً، إلا أن دراجات بينيلي النارية في الثمانينيات كانت تعاني من المشاكل، وتوقف الإنتاج أخيراً في عام 1988 عندما تم دمج الشركة في موتو غوتسي لإنشاء غوتسي بينيلي موتو س ب أي، وتم بيع مصانع الإنتاج في بيزارو.
غالباً ما تفرض دراجات بينيلي النارية من السبعينيات والثمانينيات، ولا سيما سي، أسعاراً أعلى من نظيراتها في السوق المستعملة.

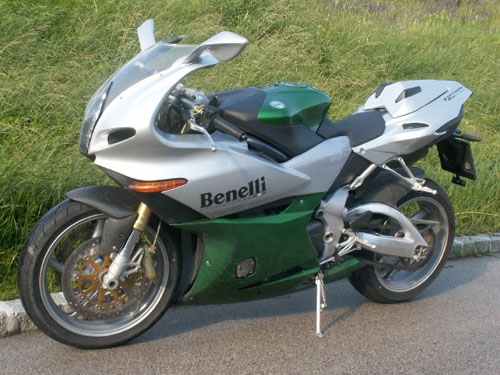
بينيلي تورنادو 900 (2003)

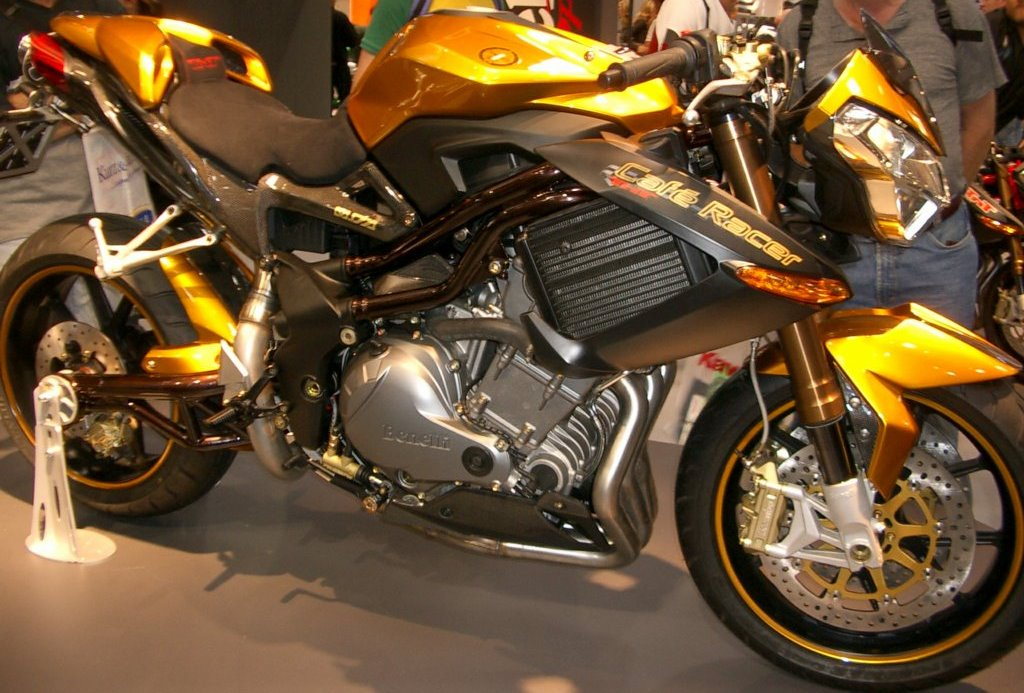
بينيلي 1130 س.س (2004)

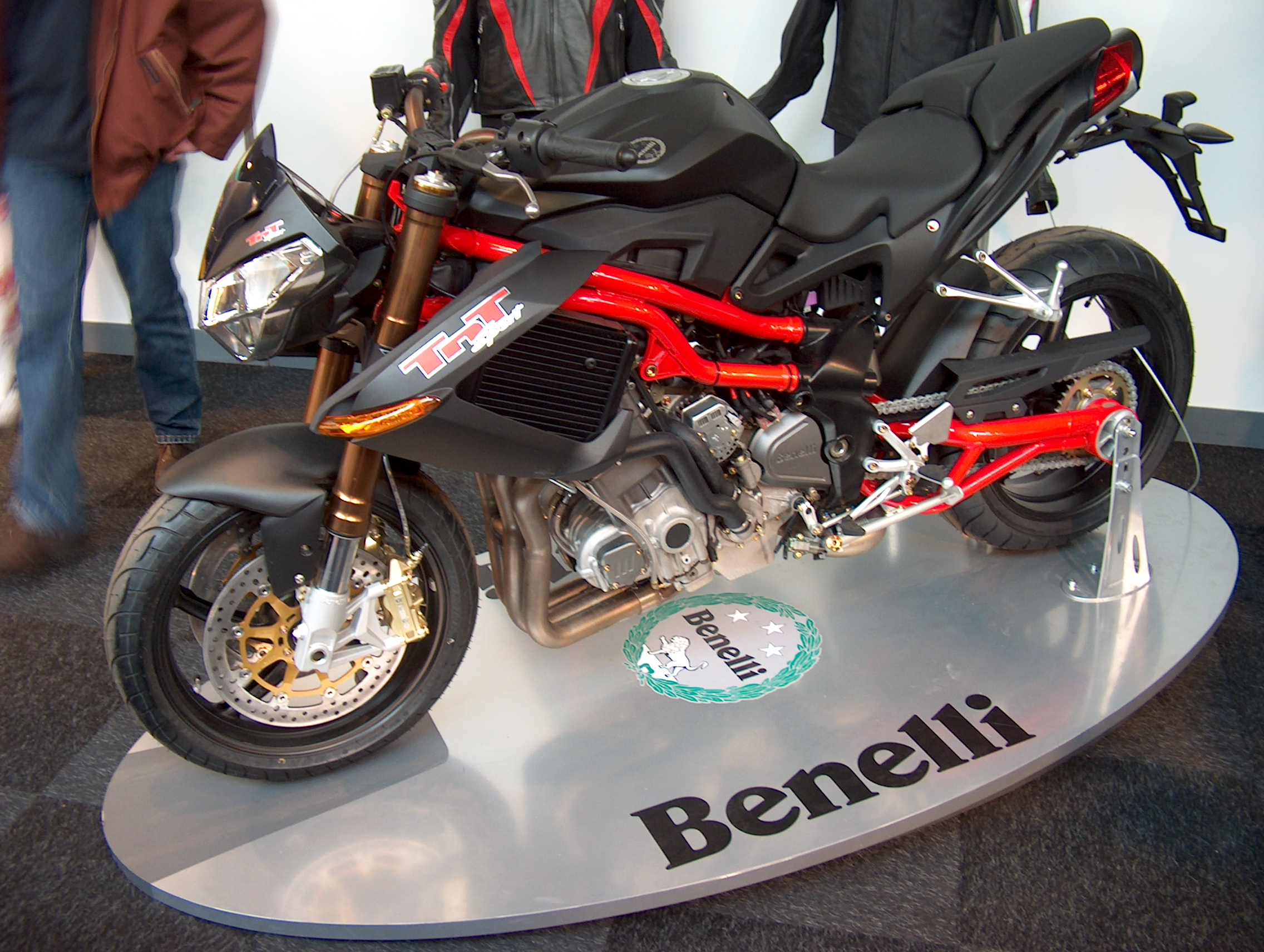
بينيلي 1130 س.س سبور

### نهضة 2000
بعد محاولة فاشلة للإحياء في عام 1989 بدعم من الشركة المصنعة جيانكارلو سيلسي ومقرها بيزارو، تولى أندريا ميرلوني المسؤولية في عام 1995. تم إطلاق الدراجة الرياضية الفائقة تورنادو تري 900 في عام 2002، وتي أن تي، رودستر بعد بضع سنوات.
بينيلي الآن جزء من مجموعة السيارات كيانغ جيانغ، شركة في وينلينغ جنوب شرق الصين. بينيلي كيانغ جيانغ يقع في بيزارو، مع  نفس القوى العاملة في نفس المبنى مثل المالك السابق بينيلي. دخلت بينيلي إس بي إي مؤخراً في سوق الدراجات النارية في الهند من خلال مشروع مشترك مع مجموعة دي إس كي الهندية ومقرها في بوني حيث تمتلك مجموعة دي إس كي 51 ٪ وإس بي إي بينيلي تمتلك 49 ٪؛ وباعت أكثر من 200 دراجة عالية الجودة خلال الأشهر الأربعة الأولى من الإطلاق. أطلقت بينيلي ستة طرازات في الهند، في مجموعة واسعة من إزاحة المحرك والسعر. يتضمن المستوى المبدئي بينيلي تي أن تي 25 بمحرك أسطوانة واحدة سعة 250 سم مكعب، ومحرك 300 بينيلي تي أن تي مع محرك 300س.م ثنائي الأسطوانة، وتي أن تي 600 وجي تي آي 600 بمحرك رباعي الأسطوانات 600 س.م؛ وتي أن تي 899 مع مطحنة 898 س.م بثلاث أسطوانات، وتي أن تي آر الرائد مع 1131 س.م ثلاث اسطوانات لتوليد الطاقة. باعت دي إس كي بينيلي أكثر من 3000 وحدة في الهند على مدار 18 شهراً من بداية المبيعات، ثلثها هو محرك إن لاين 4 سلندر ومحرك إن لاين 600i، مما يجعلها واحدة من أسرع العلامات التجارية مبيعاً للدراجات النارية الفاخرة في الهند.
دخلت بينيلي أيضاً السوق الإيراني الخاضع للعقوبات الدولية في عام 2016، حيث عرضت دراجاتهم في مركز مؤتمرات نيكرون موتور باسارجاد في العاصمة الإيرانية طهران.

### مُلكية كيانغ جيانغ
في 2005 حصلت كيانغ جيانغ على بينيلي وهي المالك والشركة المصنعة الحالية لـ بينيلي. منذ مُلكية كيانغ جيانغ، ابتعدوا عن الدراجات النارية عالية الطاقة في أوائل العقد الأول من القرن الحادي والعشرين، وهم يركزون حالياً على شريحة أرخص منخفضة إلى متوسطة المدى للسوق الأوروبية تتراوح في المقام الأول من 125-600س.س.
تتأثر معظم تشكيلة بينيلي الحالية بشدة بمصنعي الدراجات النارية الأوروبيين الآخرين. دوكاتي هي واحدة من التأثيرات الأساسية لتصميماتها. منذ الاستحواذ الصيني على بينيلي، غالباً ما يتم مناقشة ما إذا كانت بينيلي صينية أو إيطالية، حيث أن لها جذوراً تاريخية طويلة في إيطاليا. لا يزال يقع مقرها الرئيسي في إيطاليا، ولكنها تتأثر بشكل كبير بشركتها الأم في الصين. بسبب تغيير الشركة المصنعة، تحول الإنتاج أيضاً بالكامل من إيطاليا، إلى نفس المصنع الذي تصنع فيه كيانغ جيانغ جميع سياراتها الأخرى في الصين.

## السباقات
كان تونينو بينيلي بطل الرواية بلا منازع في النجاحات المبكرة للسباقات. مع موهبة طبيعية غير عادية في ركوب الخيل، بدأ مهنة مجزية أكدت مهاراته الفنية الاستثنائية وابتكاراته داخل الشركة. في سرج بينيلي 175، فاز تونينو بلقب بطل إيطاليا في أعوام 1927 و1928 و1930 على طراز عمود كامات علوي واحد، وفي عام 1931 بنسخة عمود كامات علوي مزدوج. كانت الانتصارات العديدة في بطولة العالم الأوروبية مقدمة لواحد من أكثر النجاحات المرغوبة لجميع منتجي الدراجات النارية: جائزة إيسي مان السياحية، التي كانت في ذلك الوقت أهم سباق في العالم.

### البطولات الأوروبية
| السنة | البطل                  | الدراجة النارية |
| ----- | ---------------------- | --------------- |
| 1932  | كارلو باشيري (إيطاليا) | بينيلي 175      |
| السنة | البطل                  | الدراجة النارية |
| 1934  | إيفان غور (بلجيكا)     | بينيلي 175      |

في عام 1939، انتصر تيد ميلورز، متسابقاً على سرج بينيلي 250. في عام 1950، فاز داريو أمبروسيني أيضاً بسباق إيسي مان تي تي عام 1950، مكرراً نجاح ميلورز وكرس لقبه بفوزه بالبطولة الإيطالية وبطولة العالم.

### بطولة العالم للدراجات النارية
فئة 250 سم مكعب
| السنة | البطل                     | الدراجة النارية |
| ----- | ------------------------- | --------------- |
| 1950  | داريو أمبروسيني (إيطاليا) | بينيلي 250      |
| السنة | البطل                     | الدراجة النارية |
| 1969  | كيل كاروثرز (أستراليا)    | بينيلي 250      |

### أبطال موتو جي بي بناة العالم
فئة 250 سم مكعب: 1950 - 1969
في الستينيات، تنافس اثنان من الدراجين الاستثنائيين في السباقات: تاركوينيو بروفيني، الذي فاز بالبطولة الإيطالية بـفئة 250 س.س في عام 1965 ورينزو باسوليني الذي فاز بالبطولة مع فئة 250 س.س بالإضافة إلى فئة 350 في عامي 1968 و1969. استثمرت في المنافسة وحصلت على 250 لقب عالمي بفضل كيل كاروثرز، الذي فاز أيضاً بكأس السياحة مرة أخرى في نفس العام. وستكون أيضاً بمثابة بطولة العالم الأخيرة لدراجة نارية رباعية الأشواط حتى ظهور عصر موتو جي بي الحديث في عام 2003. تسابق العديد من أشهر الدراجين في تاريخ الدراجات النارية مع دراجات بينيلي، من مايك هايلوود إلى جارنو سارينن. وقع بطل السوبر بايك الأسترالي السابق بيتر غودارد مع بينيلي في عام 2001.

## المعرض

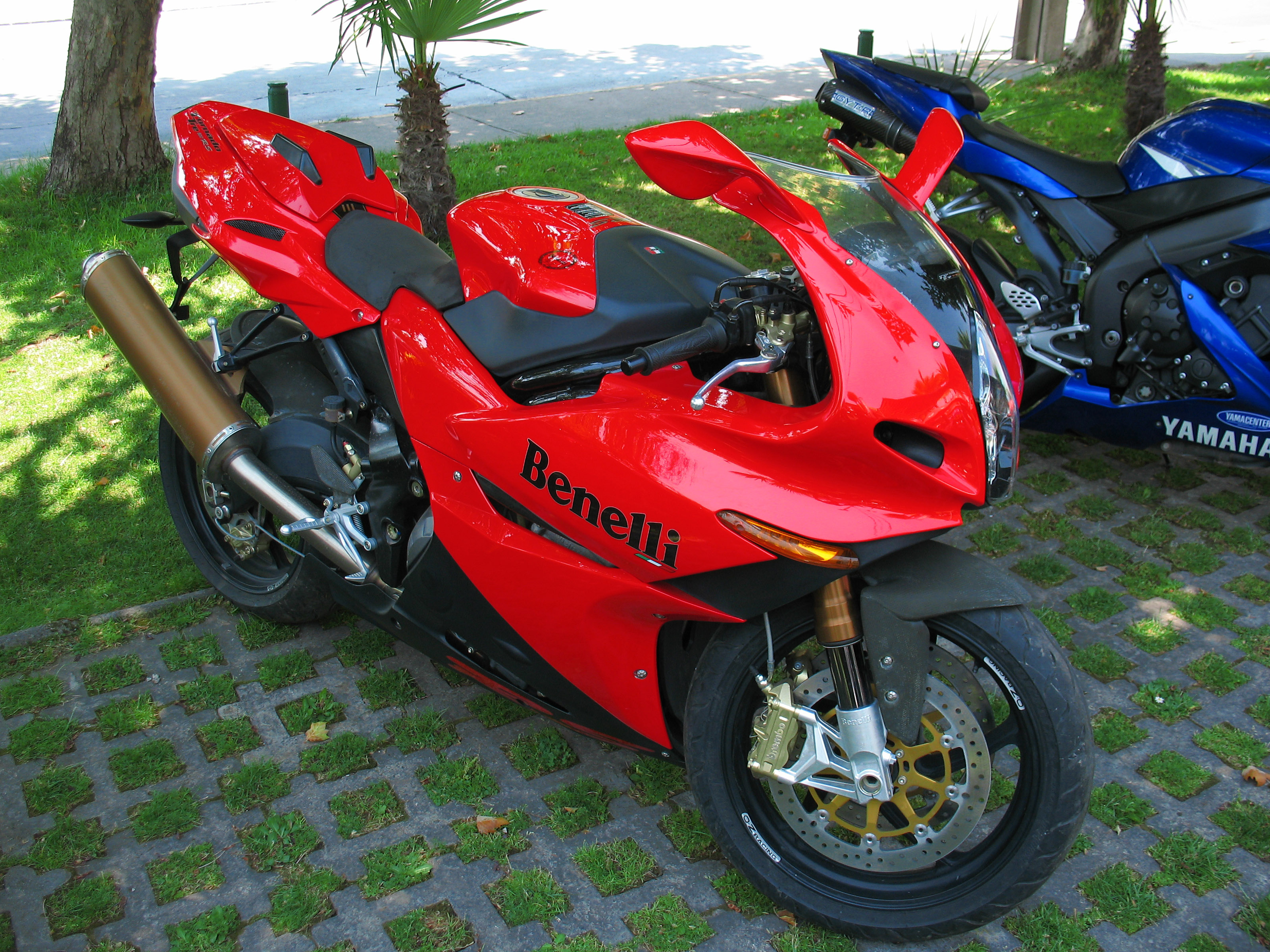
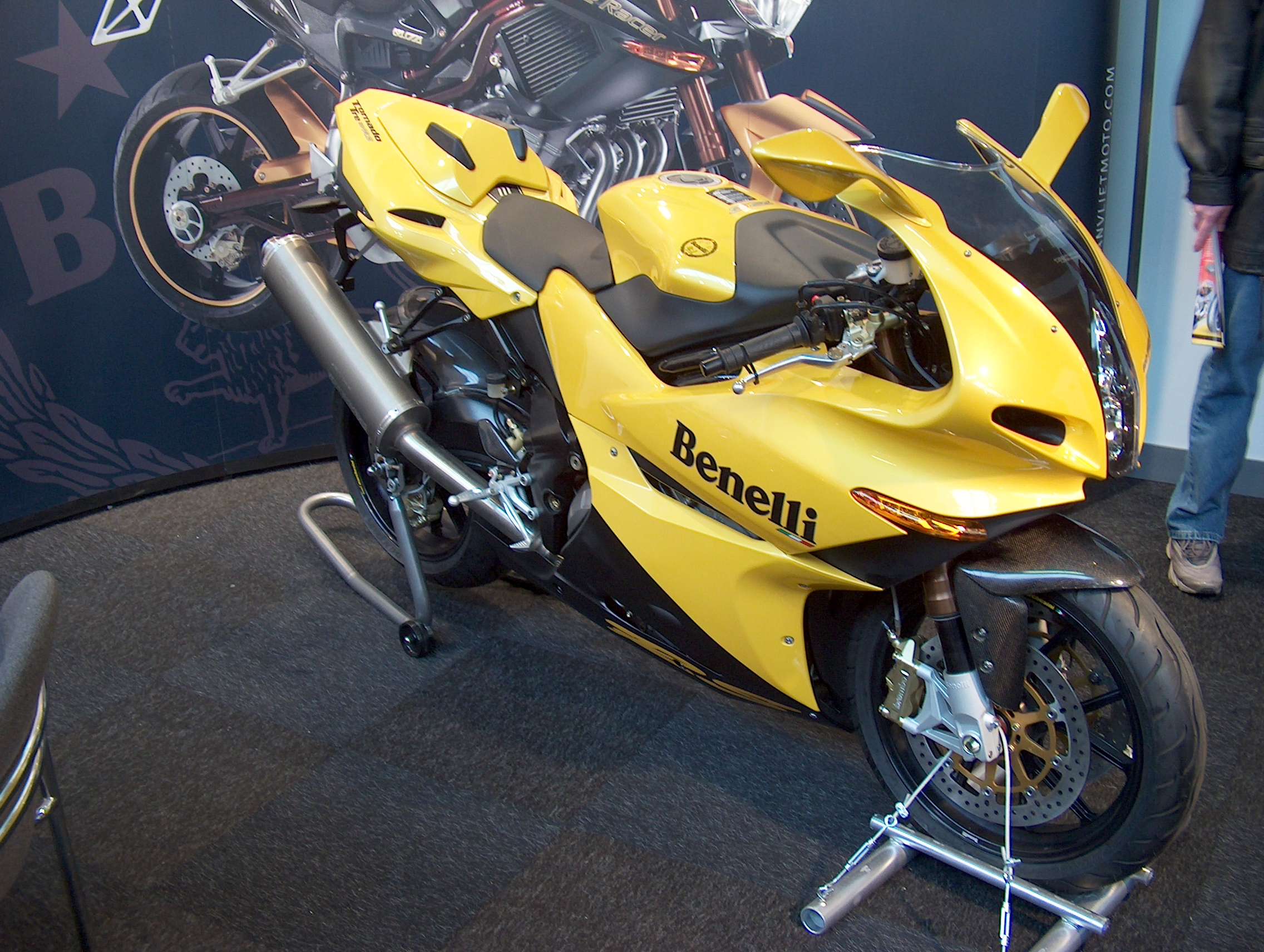
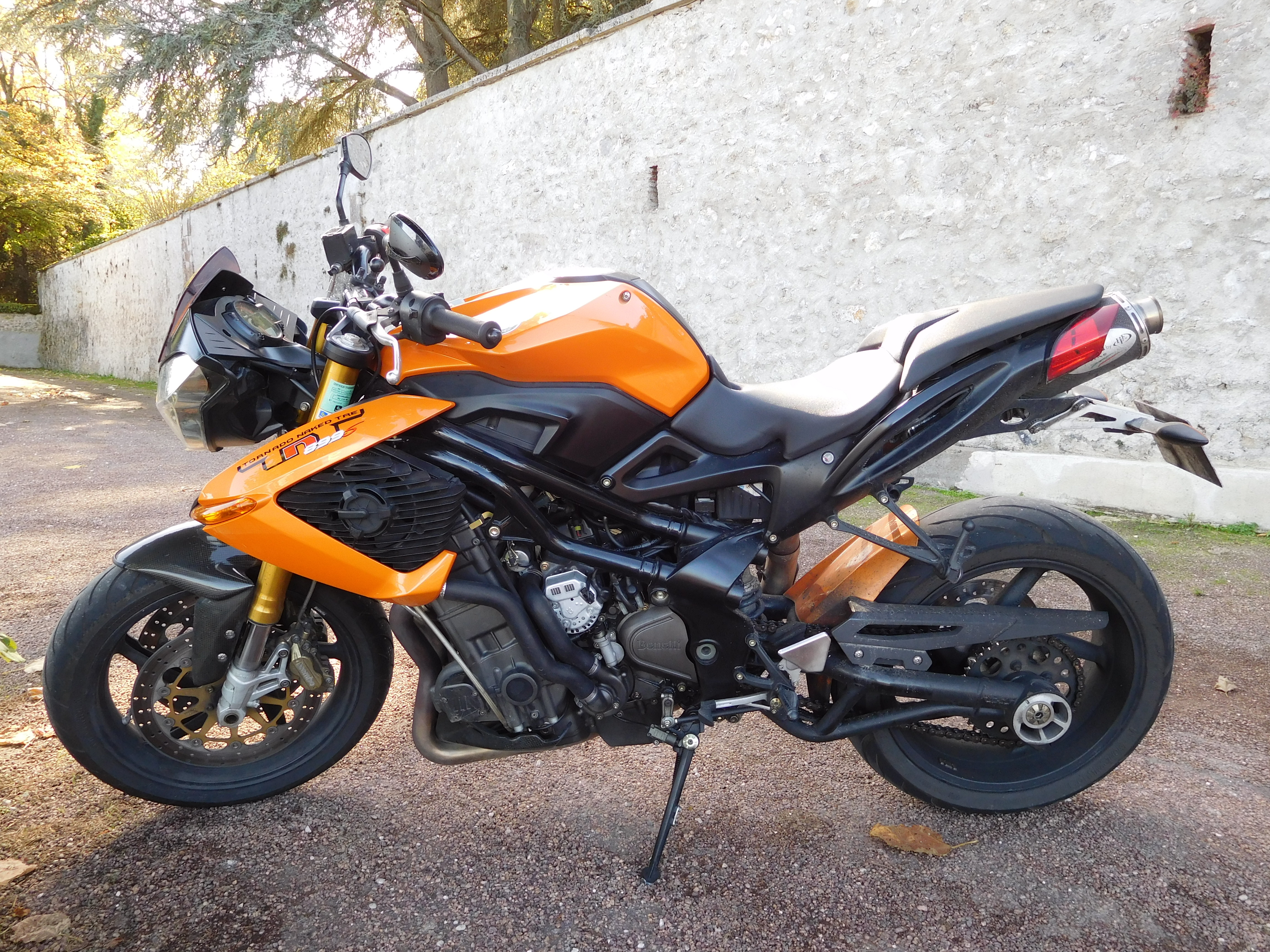
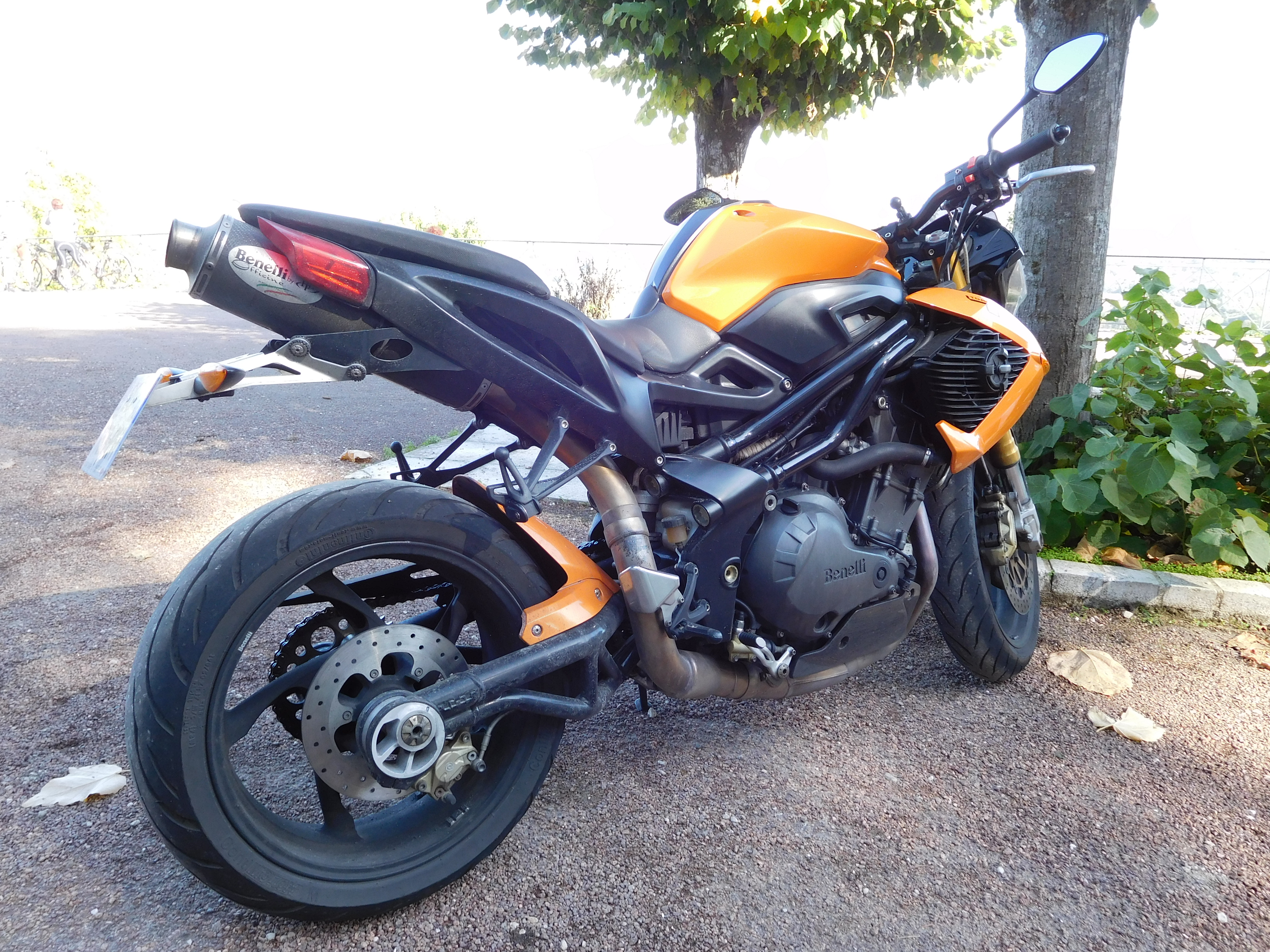
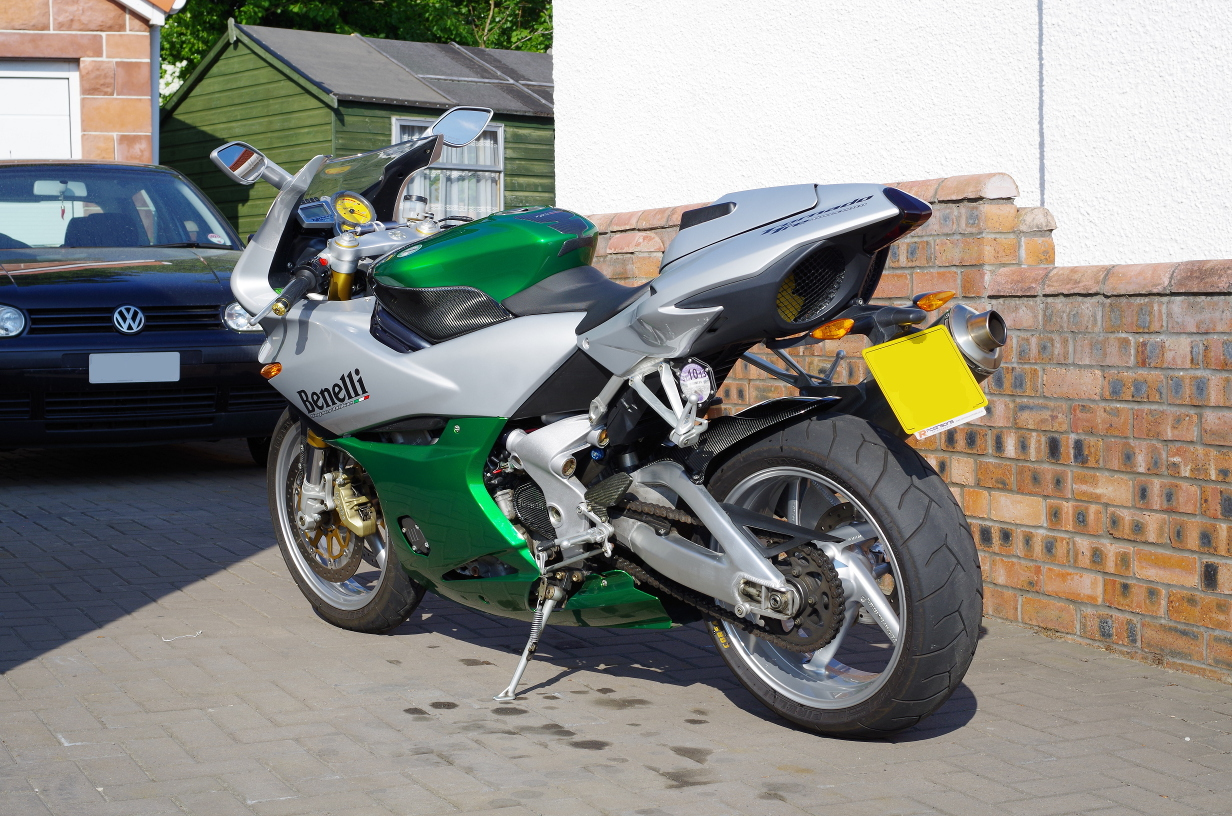
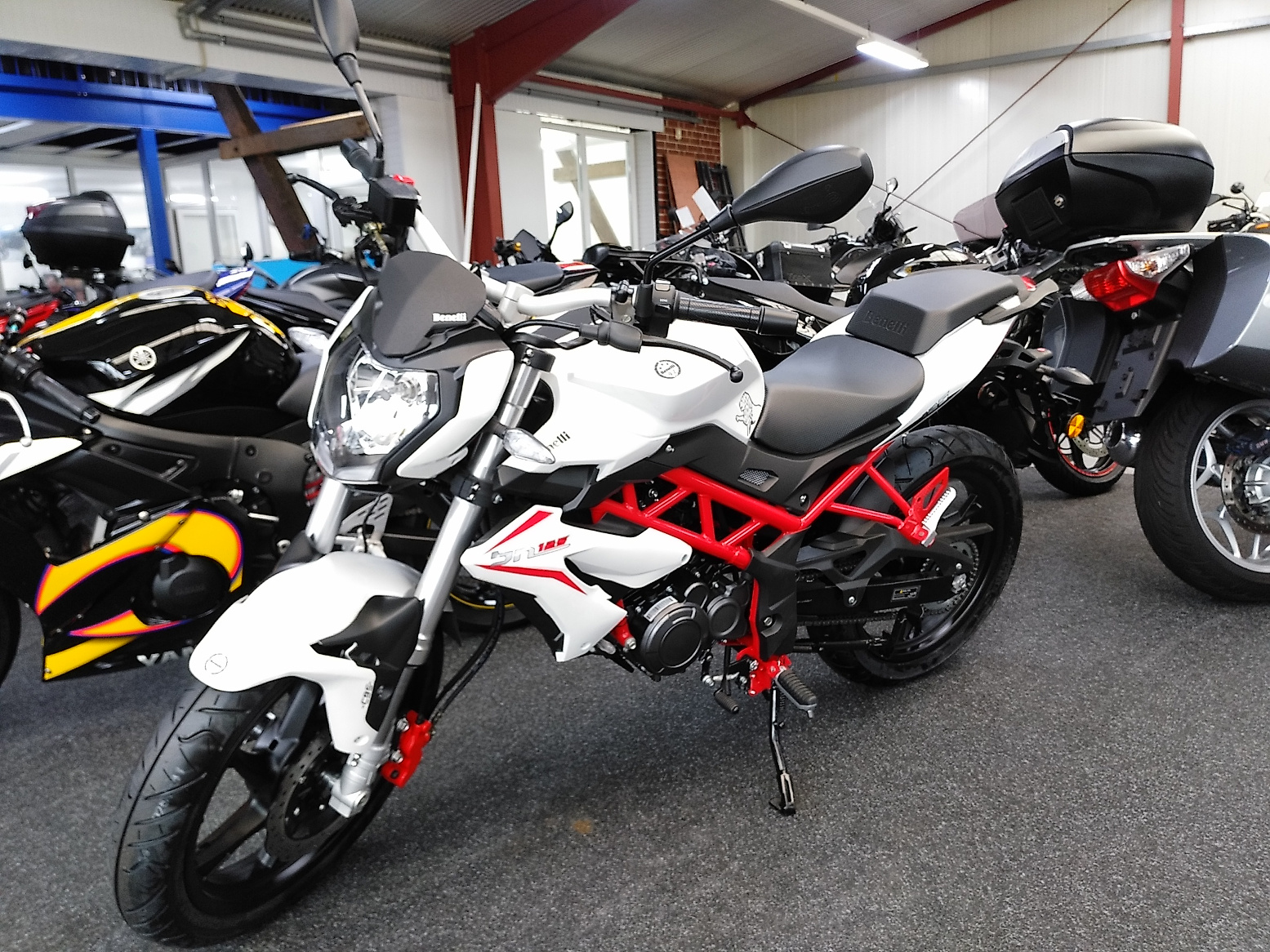
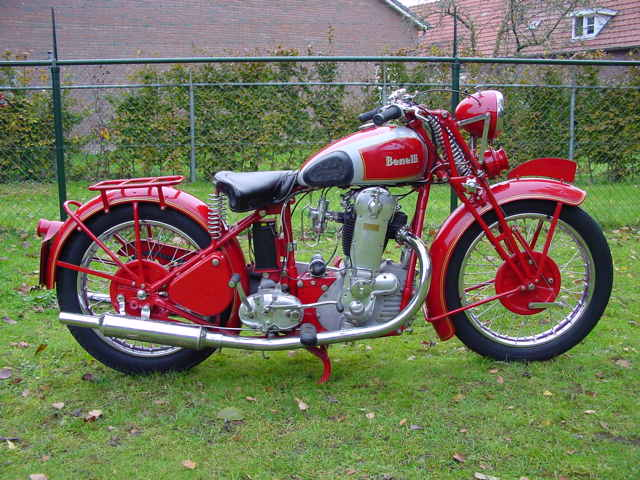
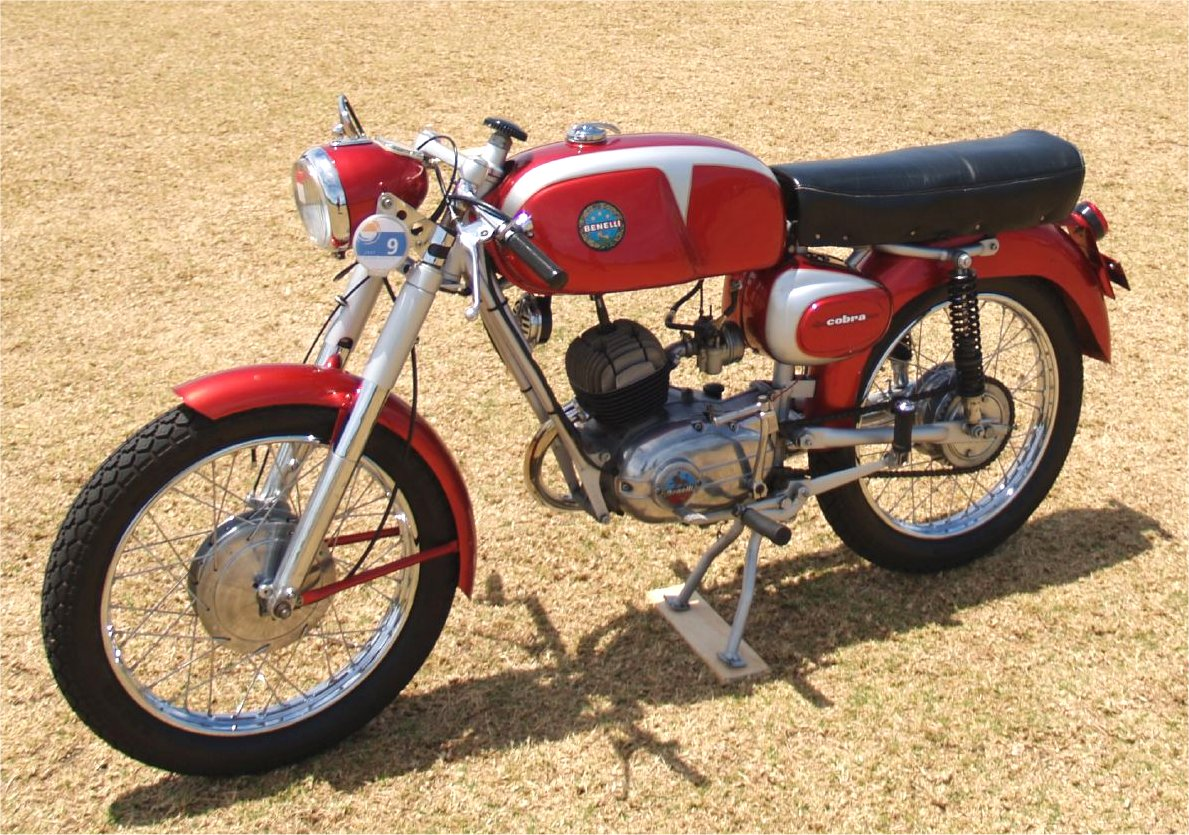
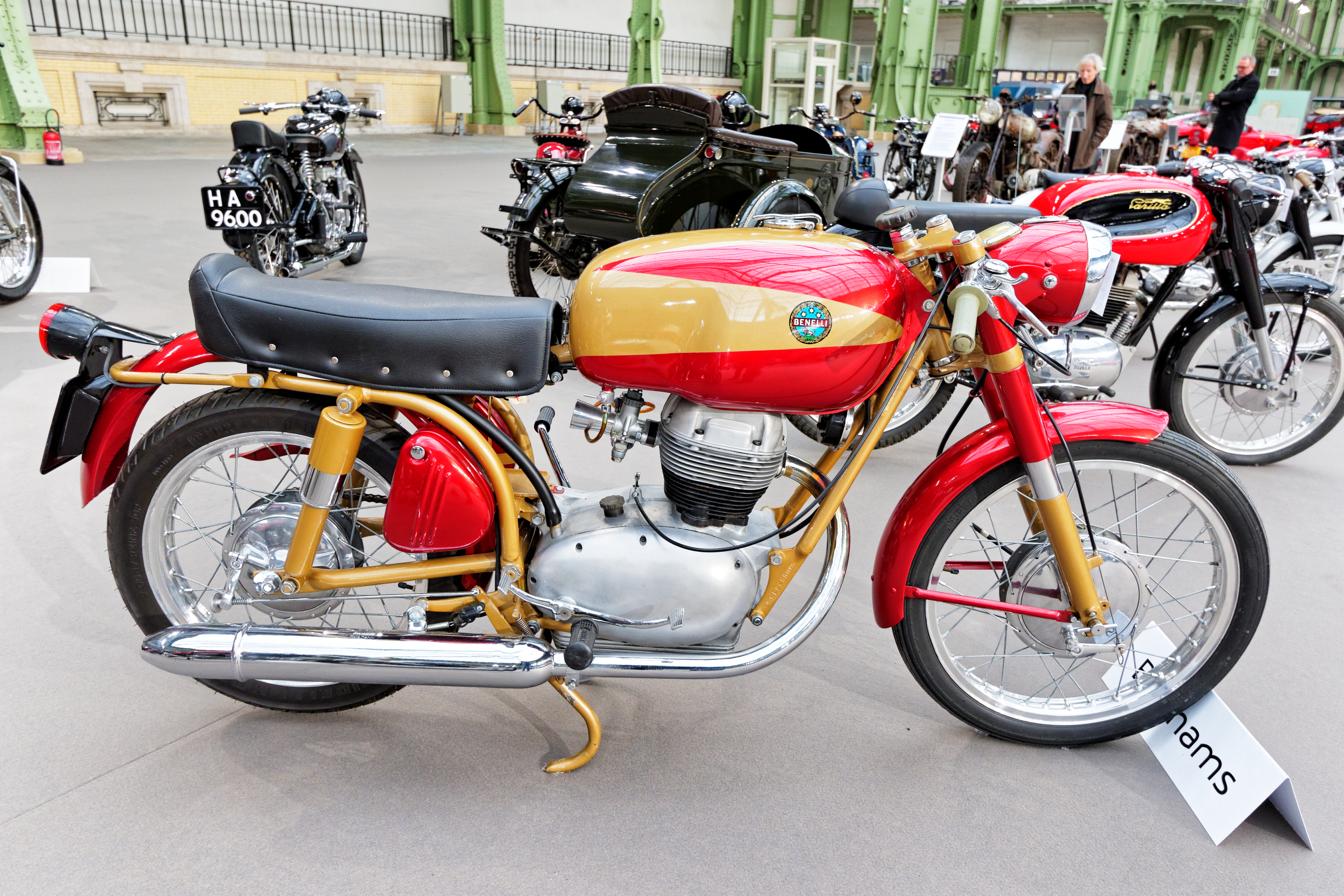
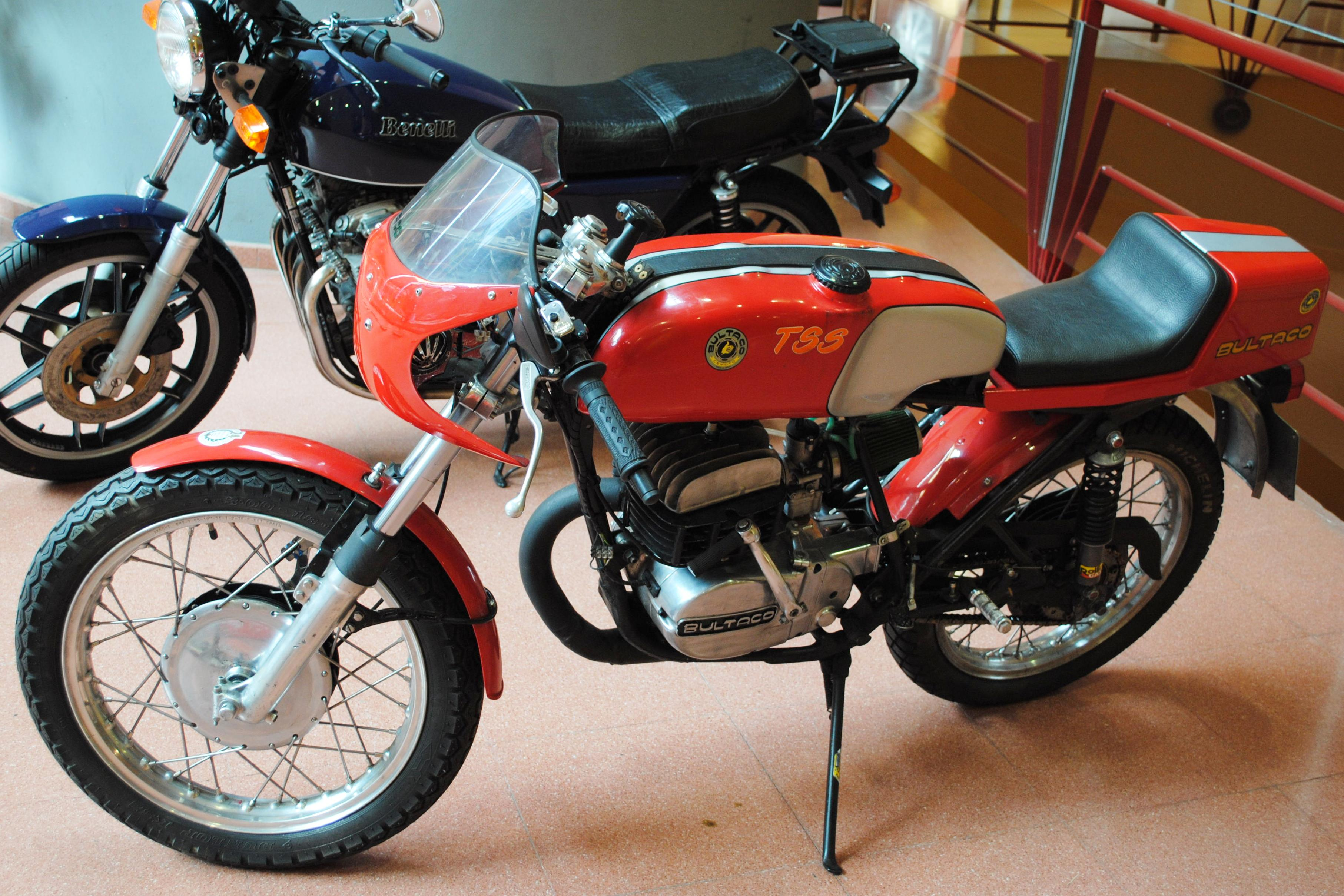
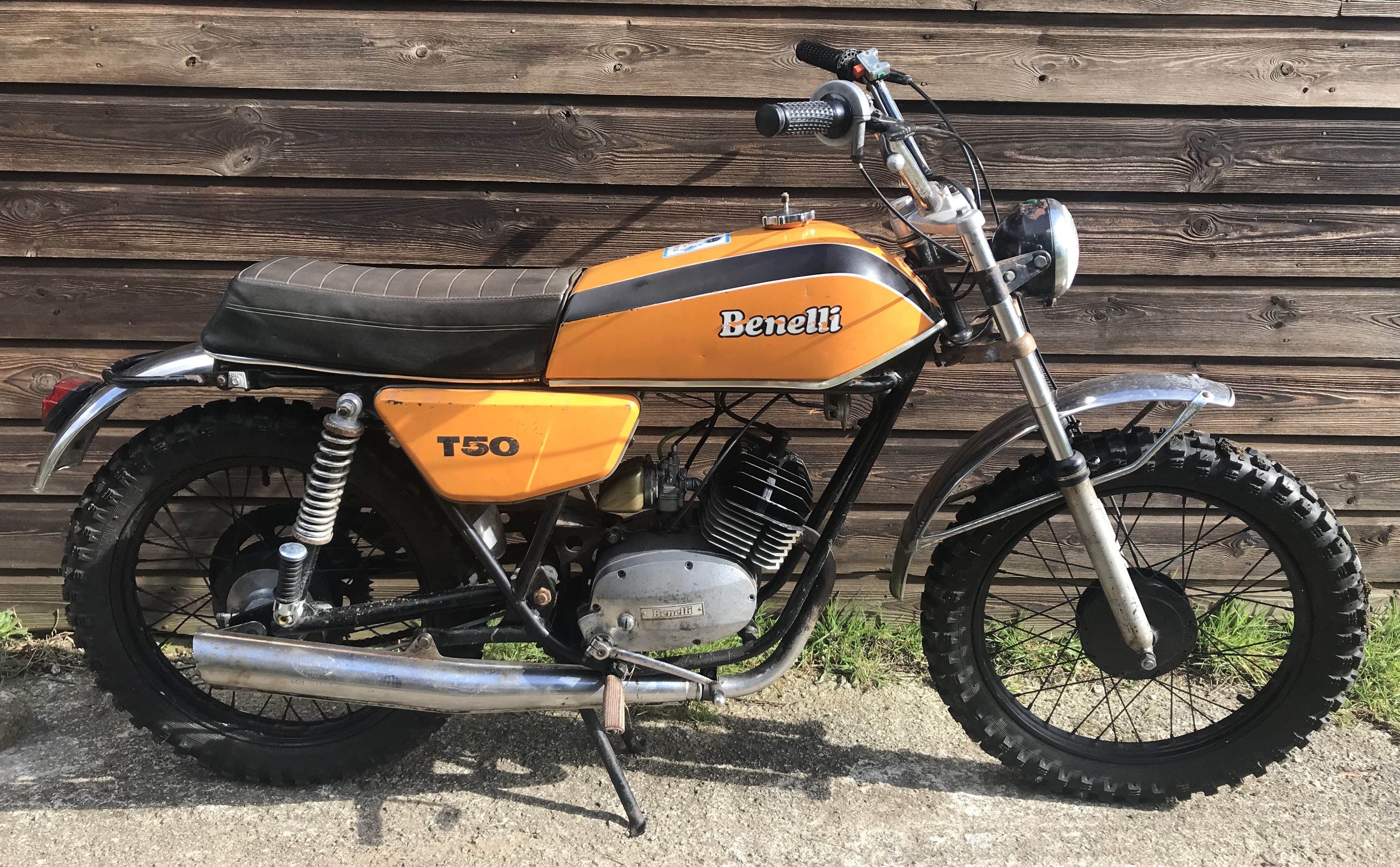
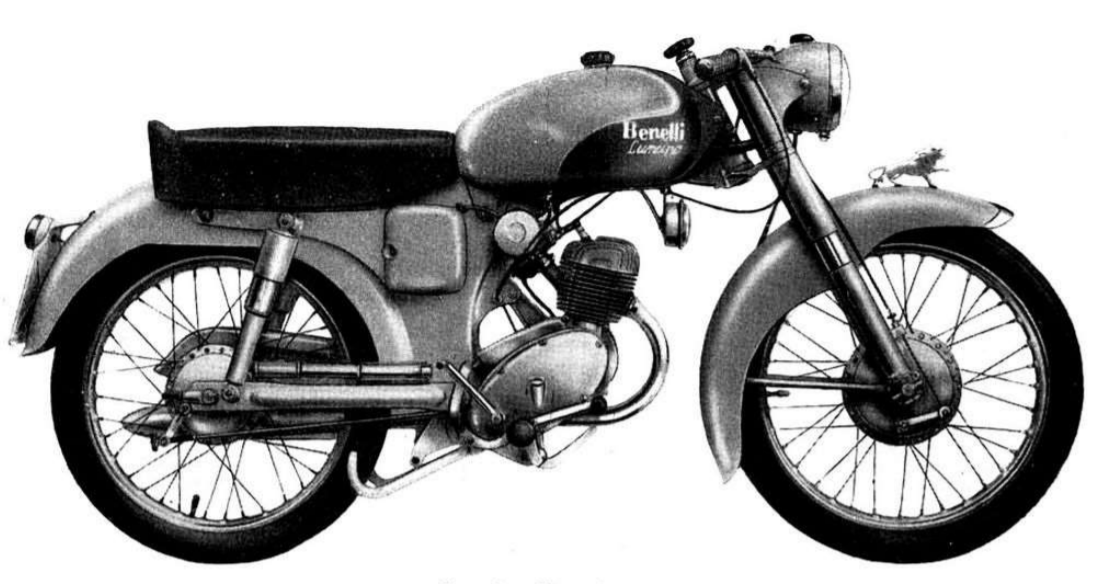
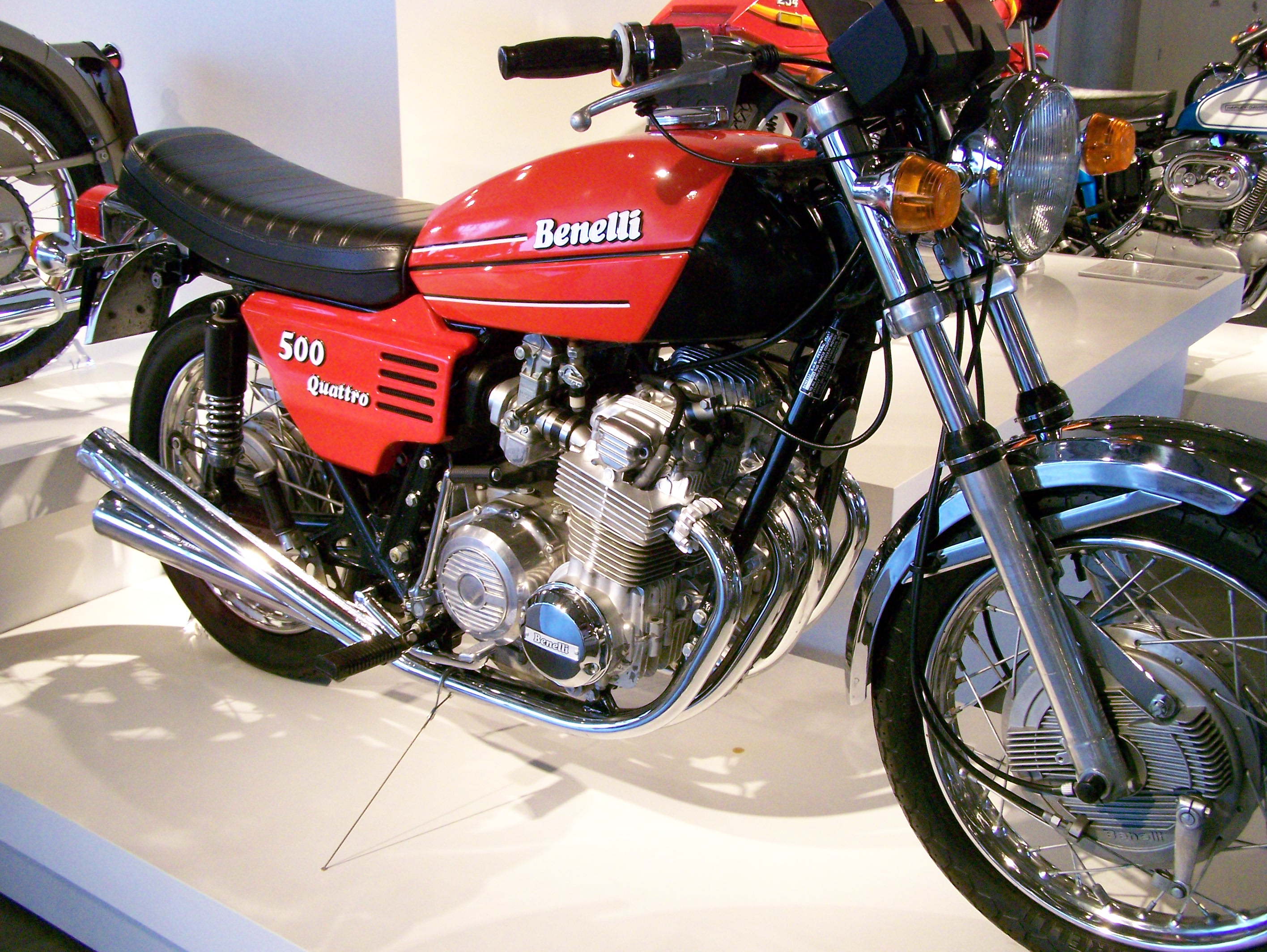
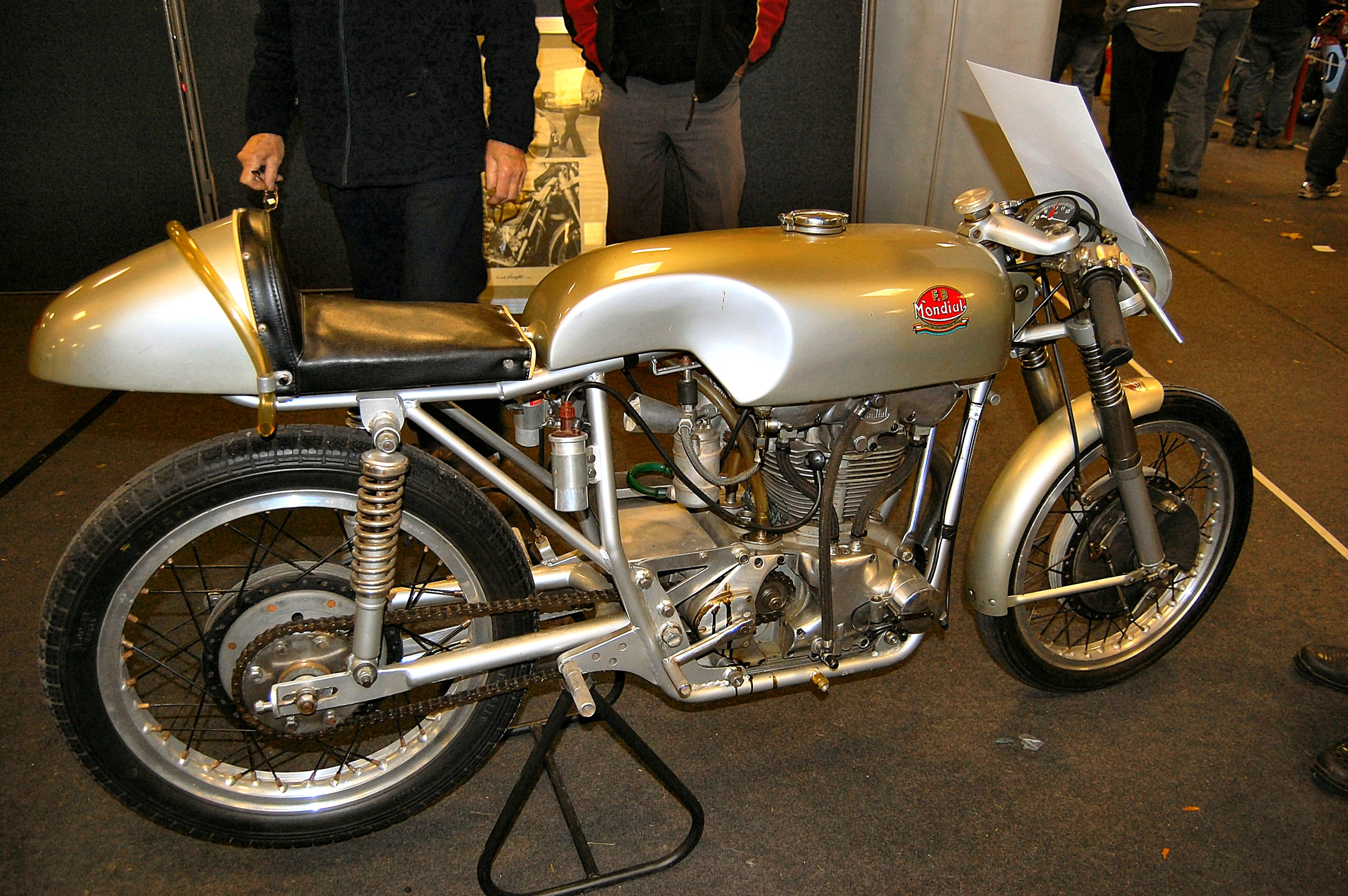

### الكأس السياحية
| السنة                   | البطل                    | الفئة           |
| ----------------------- | ------------------------ | --------------- |
| 1939 إيسي أوف مان تي تي | المملكة المتحدة تيد مولر | فئة 250 سم مكعب |
| 1950 إيسي أوف مان تي تي | إيطاليا داريو أمبروسيني  | فئة 250 سم مكعب |
| 1969 إيسي أوف مان تي تي | أستراليا كيل كاروثرز     | فئة 250 سم مكعب |

## ذات صلة
بينيلي آرمي شركة تصنيع أسلحة نارية إيطالية
بينيلي (دراجات نارية) صانع دراجات نارية إيطالي
إتش إس آر بينيلي، صانع نمساوي إيطالي للمراكب المائية الشخصية
أندريا بينيلي (مواليد 1960) مطلق النار الرياضي الإيطالي
جيوفاني بينيلي (1921-1982) كاردينال إيطالي
مانويلا بينيلي (مواليد 1963) لاعب كرة طائرة إيطالي
سيم بينيلي (1877-1949) الكاتب المسرحي الإيطالي، وكاتب واضع كلمات الأوبرا
فانيسا بينيلي موسيل (مواليد 1987) الايطالية عازف البيانو الكلاسيكي[بحاجة لمصدر]

## منتجاتها
- بينيلي 500 توريزمو 500 سي سي
- بينيلي مونالبيرو سبورت 500 سي سي
- بينيلي 250 سبورت

## وصلات خارجية
- الموقع الرسمي